# Journal of Korean Medical Science
Journal of Korean Medical Science 또는 대한의학회지(大韓醫學會誌)는 대한의학회에서 영어로 매주 발행하는 의학 저널이다. 1986년 처음 발간되었다.

## 역사
2010년 격월간 발행되던 것을 월간지로 개편하였다.
2018년 1월 월간지에서 주간지로 개편되었다.

## 같이 보기
- 미국 의사 협회 저널
- 영국 의학 저널